# Unione del Pacifico
L'Unione del Pacifico (in inglese Pacific Union) è una proposta di evoluzione dell'attuale Forum delle isole del Pacifico avanzata nel 2003 da una commissione del Senato australiano. Tale Unione, se realizzata, dovrebbe dotarsi di una costituzione, di istituzioni comuni e di una moneta unica.

## Stato attuale
Attualmente l'organizzazione internazionale che raccoglie i Paesi dell'oceano Pacifico è il  Forum delle isole del Pacifico, un'organizzazione intergovernativa che mira a rappresentare gli interessi dei suoi membri e a rafforzare la cooperazione tra di essi.
Esistono inoltre le cosiddette 'Closer Economic Relations' (CER), ovvero accordi di libero scambio tra i governi di Australia e Nuova Zelanda che permettono il libero commercio della maggior parte dei beni e servizi tra le due nazioni senza barriere doganali o incentivi alle esportazioni. Vi è anche un accordo tra i quattro Stati della Melanesia (Figi, Isole Salomone, Papua Nuova Guinea e Vanuatu).
A livello monetario è da sottolineare che già attualmente Kiribati, Nauru e Tuvalu utilizzano il dollaro australiano, mentre le Isole Cook, Niue e  Tokelau usano il dollaro neozelandese.
Infine, nell'ottobre 2000, i leader del  Forum delle isole del Pacifico hanno firmato la Dichiarazione Biketawa che costituisce una struttura per coordinare le risposte a crisi regionali.